# Arturo Cavero Calisto
Arturo Cavero Calisto. General del ejército peruano

## Biografía
Fue Director de Inteligencia del Ejército y Director del Centro de Altos Estudios Militares.
En 1968, dirigió el Comité de Asesoramiento a la Presidencia (COAP), instancia encargada de aconsejar al presidente Juan Velasco Alvarado.
En 1973 fue designado como Presidente del Comando Conjunto de las Fuerzas Armadas.

## Alcalde de Lima
Fue designado como alcalde de Lima de 1975 hasta 1977 por el gobierno de Francisco Morales Bermúdez. Como alcalde, creó una comisión multisectorial para estudiar y proponer soluciones al comercio en las calles de lima (ambulantes), lo que llevó al primer censo de vendedores callejeros.
La comisión estuvo integrada por representantes del Ministerio de Trabajo, Industria e Interior así como algunos vendedores, concluyó que la venta informal en las calles se había convertido en un problema estructural para la ciudad de Lima, que podía ser solucionado solo en el largo plazo y que se debía regular el comercio con registros, impuestos e imposiciones de multas.

## Reconocimientos
- Orden del Mérito Aeronáutico en el Grado de Gran Cruz (1973) del Ministerio del Aire, España
- Orden de Mayo al Mérito Militar (1971) de Argentina.